# Clinics in Dermatology
Clinics in Dermatology, abgekürzt Clin. Dermatol., ist eine wissenschaftliche Fachzeitschrift, die vom Elsevier-Verlag im Auftrag der International Academy of Cosmetic Dermatology veröffentlicht wird. Die Zeitschrift erscheint mit sechs Ausgaben im Jahr. Es werden Arbeiten veröffentlicht, die sich mit der Behandlung von Hauterkrankungen beschäftigen.
Der Impact Factor lag im Jahr 2014 bei 2,470. Nach der Statistik des ISI Web of Knowledge wird das Journal mit diesem Impact Factor in der Kategorie Dermatologie an 14. Stelle von 63 Zeitschriften geführt.